# Hérmias de Alexandria
Hermias (ou Hermeias) foi um filósofo neoplatônico que nasceu algo próximo de 410 e morreu em 450, em Alexandria.

## Biografia
Ele foi para Atenas e estudou filosofia com Siriano. Em Atenas ele conheceu Edésia, uma prima do escolarca Siriano. Edésia era noiva de Proclo, a quem Siriano havia prometido em casamento, quando ela ainda era muito jovem. Quando se conheceram. Inspirados por uma advertência divina, Proclo e Edésia romperam o noivado e, pouco depois, ela casou-se com Hérmias.
Depois de algum tempo em Atenas, Hérmias retornou a Alexandria com a família e passou a ministrar seus ensinamentos na escola de Horapolo (Horus - Apolo).

## Atividades
Na escola de Horapolo, ele ministraria ensinamentos e cursos sobre o platonismo, restabelecendo estes cursos esta matéria e estudos como disciplina na e recebendo, para isso, uma remuneração do estado. Com isso ele trouxe de volta para Alexandria os ensinamentos e as tradições herméticas adquiridos de seu mestre Siriano.
Ele discorreu comentários sobre o Fedro de Platão, onde segue o método alegórico, aprendido na escola de Atenas;  sobre a primeira doutrina neoplatônica da Hipóstases, o Uno como Hérmias o representava, dedicava uma notável ascensão para a doutrina do Uno ou Pervoedinom,  do Nous, e a Alma.
Hérmias estruturou sua dialética, em acordo com a escola neoplatônica de Atenas, tal como aconteceu com Proclo, representada pela doutrina de anjos, demônios e heróis. E a exemplo de Proclo, para Hérmias a alma também tem o seu próprio corpo luminoso. Hérmias introduziu o conceito de um corpo pneumático, diferente do corpo físico e à luz (ou ideal) do corpo da alma. A Hérmias foi também ou reformulador da doutrina da imaginação. Segundo ele a imaginação não é passiva ou habitual, nem advém dos processos de reflexão (como crido em quase toda a antiguidade), mas sim de um estado espírito, onde o concebível e o sensível se fundissem em um todo indivisível, e esta unidade, por si, seria uma atividade em separada.

### Comentários sobre o Fedro de Platão
Dos escritos de Hérmias, apenas o trabalho o diálogo Fedro de Platão, permaneceu e assim o foi, em parte, graças à avaliação de Damáscio sobre "as capacidades de Hérmias", onde é relatado que ele particularmente raramente emitia seus próprios pontos de vista, à exceção de um registro com as lições apreendidas das palestras do antigo mestre Siriano, assim concebe-se que os comentários de Fedro, fossem na verdade, registros do que ele aprendeu do professor. No entanto, pela compreensão textual, aos poucos se vai percebendo que a dependência de Siriano foi menor do que o tradicionalmente considerado. O comentário é altamente dependente do método empregado e dos ensinamento de Jâmblico de Cálcis, percebido sobremaneira nos termos empregados para  identificar as origens metafísicas. Assim é que a interpretação alegórica e literal de um trecho do texto é condicionada à consideração das circunstâncias a ele pertinentes. Hérmias diz - a uma reivindicação em Fedro  (264c2ff.), a partir daí, após o que todo o alfabeto deve ser considerado como uma coisa viva e unânime - que o diálogo tem apenas um objetivo (SKOPOS) e que foi concebido fora, o que deve, portanto, ser crucial para a interpretação de todos os aspectos. O tema dominante era "o que é belo em todos os sentidos." Aqui, Hérmias invoca Jâmblico. Sócrates é representado como o mensageiro de um mundo divino, que queriam resgatar e de onde estão pendidas as almas dos homens, Homero e Orfeu, surgem como um poetas divinamente inspirados, e, portanto, como autoridades teológica (apesar do Homero, ser um crítico afiado de Platão), eles se tornam os "teólogos", e dentre eles são contados.

#### Influência sobre o Renascentismo
As datas mais antigas, relativas aos comentários de Hérmias sobre Fedro, datam do século XIII, Mas parece depender de uma tradição teria lugar apenas em séculos posteriores. No final do  século XV o humanista , Marsílio Ficino, traduziu os comentários sobre o Fedro para o latim. Ele deixou-se influenciar pela doutrina e pelos métodos de inspiração mas, por outro lado, mostrou-se menos inspirado que o autor Hérmias.

## Morte
Hérmias morreu próximo ao ano de 450, deixando seus dois filhos, Amônio e Heliodoro de Alexandria, ainda eram pequenas. Sua viúva Edésia, no entanto, continuou a receber uma renda do Estado, a fim de criar os filhos, e foi graças a este soldo que ela pode iniciá-los nos estudo, tornando-os posteriormente dois brilhantes filósofos.
Tempos depois, Damáscio, o Ateniense, escrevendo sobre Hérmias dizia que ele havia se distinguido por uma incomparável diligência, mas não o suficientemente para capacitá-lo a refutar as objeções apresentadas por alguns de seus interlocutores de um modo convincente. Damáscio, também diz que Hermes era tão cônscio que pagou por um livro mais do este valia, uma vez que acreditou que, por ignorância, o vendedor o ofertou a um preço muito baixo.

## Edições e traduções
- Hildegund Bernard (Tradutor): Hermias de Alexandria: Comentário sobre Platão "Fedro" . Mohr Siebeck, Tübingen, 1997, ISBN 3-16-146803-1
- Paul Couvreur (Eds.): Hermiae Alexandrino platonismo em Phaedrum scholia. Olms, Hildesheim, 1971, ISBN 3-487-04066-2 (reimpressão da edição de Paris 1901)